# ريتشارد هال
ريتشارد هال (بالإنجليزية: Richard Hall)‏ (14 مارس 1972 بإبسوتش في المملكة المتحدة - ) هو مدرب كرة قدم ولاعب كرة قدم بريطاني في مركز الدفاع. شارك مع منتخب إنجلترا تحت 21 سنة لكرة القدم. أما مع النوادي، فقد لعب مع سكونثورب يونايتد ونادي ساوثهامبتون ووست هام يونايتد.

## وصلات خارجية
- ريتشارد هال على موقع قاعدة بيانات كرة القدم.إي يو (الإنجليزية)
- ريتشارد هال على موقع Soccerbase.com (لاعب) (الإنجليزية)
- ريتشارد هال على موقع عالم كرة القدم.نت (الإنجليزية)